# Christen Christiansen Raunkiær

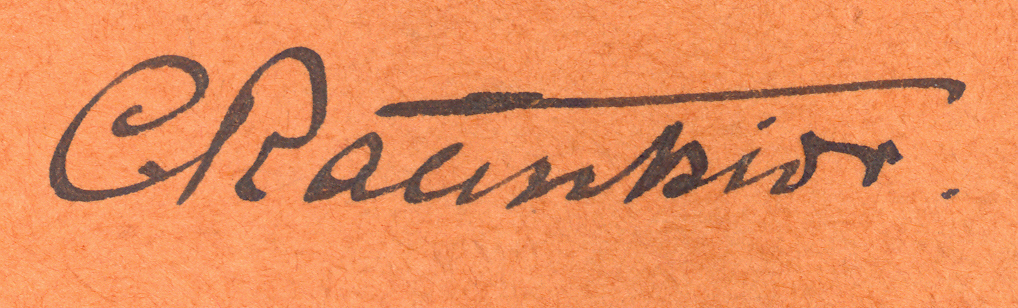
Handtekening

Christen Christiansen Raunkiær (Lyhne, 29 maart 1860 – Kopenhagen, 11 maart 1938) was een Deense botanicus. Hij was van 1912 tot 1923 hoogleraar in de plantkunde aan de Universiteit van Kopenhagen. Zijn officiële botanische en mycologische afkorting is "Raunk.".

## Levensloop
Christen Christiansen Raunkiær is geboren op een kleine veenboerderij, genaamd Raunkiær, in de gemeente Lyhne in het westen van Jutland, Denemarken. Later nam hij de naam van de boerderij als achternaam aan. Hij volgde in 1912 Eugen Warming op als hoogleraar in de plantkunde aan de Universiteit van Kopenhagen en directeur van de Botanisk Have (botanische tuin), de functie die hij tot 1923 vervulde. Hij was getrouwd met de artieste Ingeborg Raunkiær (1863–1921), die hem begeleidde op zijn reizen naar West-Indië en het Middellandse Zeegebied. Ze maakte lijntekeningen bij zijn plantkundig onderzoek. Ze scheidden in 1915, in hetzelfde jaar dat hun enige zoon stierf. Raunkiær trouwde later met de plantkundige Agnete Seidelin (1874–1956).
Raunkiærs onderzoeksaxioma was dat alles wat in de natuur telbaar was onderzocht moest worden met behulp van numerieke analyse, bijvoorbeeld het aantal mannelijke en vrouwelijke katjes bij eenhuizige en die bij tweehuizige planten. Raunkiær was ook een van de eersten die apomixie bij bloeiende planten en hybride zwermen bestudeerde. Verder bestudeerde hij de effecten van de pH van de bodem op planten en van planten op de pH van de bodem. Zijn leerling Carsten Olsen zette deze studie voort.
Na zijn emeritaat bestudeerde hij literatuur over planten en flora ("The flora and the heathland poets", "The dandelion in Danish poetry", "Plants in the psalms"). Bij deze studies paste hij kwantitatieve criteria toe, zoals ook in zijn ecologische onderzoeken. Zo definieerde hij bijvoorbeeld een dichter als iemand die 1000 of meer dichtregels had geschreven.

## Werk
Na het beëindigen van zijn biologiestudie in 1885 was hij van 1893 tot 1911 wetenschappelijk onderzoeker bij de botanische tuin en museum van Kopenhagen. Hij werd bekend door de door hem ontwikkelde indeling van planten naar hun levensvorm. Hij baseerde deze op de hoogte van de overlevingsknoppen van de plant boven de grond:
- Therofyten, eenjarige planten
- Cryptofyten, geofyten
- Hemikryptofyten
- Chamefyten
- Fanerofyten, bomen en struiken
- Helofyten, telmatofyten
- Hydrofyten, echte waterplanten

Deze indeling wordt sinds 1905 nog steeds gebruikt in de ecologie en vegetatiekunde, vaak wordt de Engelse vertaling van 1934 geciteerd.

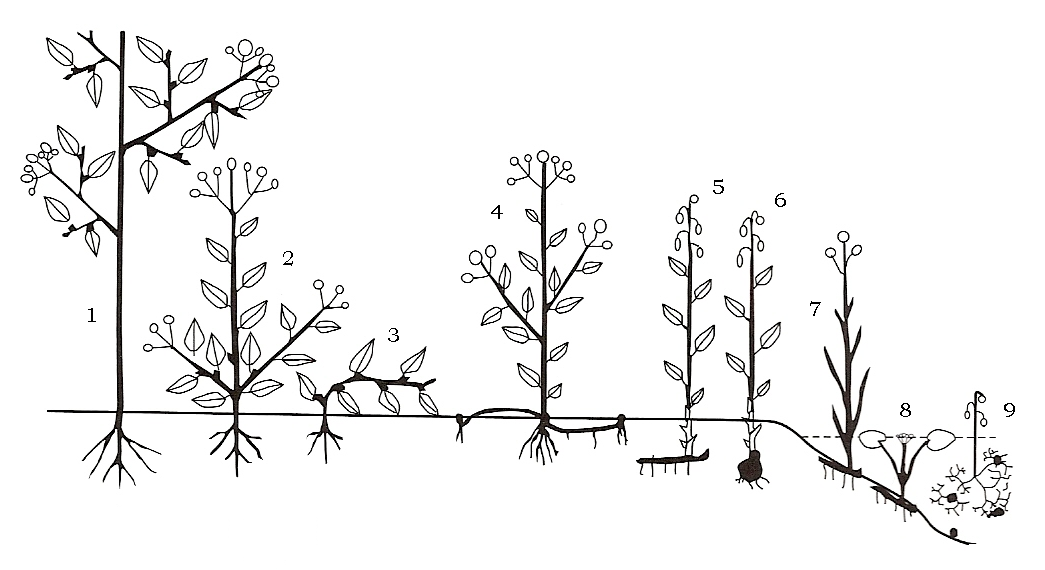
Raunkiærs levensvormen:
1. Fanerofyt
2-3. Chamefyt
4. Hemikryptofyt
5-6. Cryptofyt
7. Helofyt
8-9. Hydrofyt
Therofyt (wordt niet getoond)